# Diego González Marroquín
Diego Andrés González Marroquín (Guachené, Cauca, Colombia; 17 de julio de 1989) es un futbolista colombiano. Juega como delantero y su equipo actual es el Boyacá Chicó de la Categoría Primera A.
Tiene un hermano mellizo llamado Marlon González, quien también juega para Boyacá Chicó.

## Trayectoria
Diego González Marroquín se inició en el Deportivo Cali club donde hizo todas las formativas. En el año 2007 saltó al primer equipo donde tuvo una destacada participación. Tras su buena actuación en Deportivo Cali es cedido a préstamo con opción a compra al Millonarios Fútbol Club, a petición del D.T. argentino Oscar Héctor Quintabani. En el ballet azul tuvo una escasa participación y para el Torneo Apertura 2009 (Colombia) regresó al Deportivo Cali, donde tuvo una participación regular y para el Torneo Finalización 2009 (Colombia) fue dado de baja. 
Tras recomendación del entrenador Carlos Restrepo, llega con un contrato de un año al Puntarenas Fútbol Club de la Primera División de Costa Rica donde tuvo una destacada participación y salió de este equipo al final del Campeonato de Invierno 2010 (Costa Rica). Tras su salida del Puntarenas Fútbol Club de la Primera División de Costa Rica regresa a Colombia, esta vez para jugar en el Depor Fútbol Club de la Categoría Primera B donde tuvo buena participación y jugó hasta finales de 2013.
En enero de 2014, lo compró el Club Deportivo Vida de Honduras. El 15 de febrero de 2014 hizo su debut en Vida, frente al Club Deportivo Motagua, por la octava fecha del Torneo Clausura 2014, en un encuentro jugado en el Estadio Nilmo Edwards de La Ceiba. El mismo terminó 1 a 0 a favor de Motagua. Salió del club, tras su poca participación, pudiendo jugar apenas cuatro partidos ingresando de suplente en todos y acumulando apenas 70 minutos de juego en todo el torneo hondureño.
Desde el Apertura 2015 es jugador del Boyacá Chicó de la Categoría Primera A. Allí, ya suma dos tantos en trece partidos disputados.

## Clubes
| Club             | País       | Año         |
| ---------------- | ---------- | ----------- |
| Deportivo Cali   | Colombia   | 2007 - 2008 |
| Millonarios      | Colombia   | 2008        |
| Deportivo Cali   | Colombia   | 2009        |
| Puntarenas       | Costa Rica | 2009 - 2010 |
| Depor Aguablanca | Colombia   | 2011 - 2013 |
| Vida             | Honduras   | 2014        |
| Boyacá Chicó     | Colombia   | 2015        |

## Palmarés

### Distinciones individuales
| Distinción                      | Competencia                 | Año  |
| ------------------------------- | --------------------------- | ---- |
| Goleador del Torneo de Reservas | Torneo Nacional de Reservas | 2004 |